# Рајнхард Генцел
Рајнхард Генцел (њем. Reinhard Genzel; Бад Хомбург, 24. март 1952) њемачки је астрофизичар, кодиректор Института за ванземаљску физику Макс Планк, професор на Универзитету Лудвиг Максимилијан у Минхену и емеритус професор на Универзитету Калифорније у Берклију. Освојио је Нобелову награду за физику 2020. године „за откриће супермасивног компактног објекта у центру наше галаксије” коју је подијелио са Андреом Гез и Роџером Пенроузом.

## Чланство у научним друштвима
- Члан Америчког друштва физичара, 1985[3]
- Инострани члан Француске академије наука, 1998[3]
- Инострани члан Националне академије наука САД, 2000[4]
- Члан Њемачке академије наука Леополдина, 2002[5]
- Старији члан Баварске академије наука, 2003[6]
- Инострани члан Шпанске краљевске академије наука, 2011[7]
- Инострани члан Краљевског друштва Лондона, 2012[8]